# Hosszú-tetői-barlang
A Hosszú-tetői-barlang Magyarország fokozottan védett barlangjai közül az egyik. Az Aggteleki Nemzeti Park területén található. A barlang az Aggteleki-karszt és a Szlovák-karszt többi barlangjával együtt 1995 óta a világörökség része. Szögliget fokozottan védett négy barlangja közül az egyik.

## Leírás
Az Alsó-hegyen, a Hosszú-tető oldalán, Vidomáj-pusztától É-ra, kb. 500 m-re, egy berogyás aljában lévő 6–8 m magas sziklafal tövében van a barlang bejárata. A beszakadás mellett egy másik berogyás is van. Ezek valószínűleg a barlang beszakadása következtében keletkeztek. A barlangbejárat ember magasságú, háromszög alakú és vasajtóval van lezárva. Az ajtó melletti és feletti részeket erős vasrács védi.
Középső triász wettersteini mészkőben jött létre az egykor minden bizonnyal forrásbalangként működött Hosszú-tetői-barlang. Egyetlen, közös hasadék kibővülésével keletkezett a bejárati terem és a belső terem. A fosszilis, majdnem vízszintes hasadékjárat belső terméből nyílik az egyetlen, nagy mellékága, amely rögtön az elején kétfelé ágazik. A bejárati terem néhány cseppkövének többsége a visszaoldódás folyamatában van és sérült. A belső teremben függőcseppkövek, szalmacseppkövek, cseppkőlécek, cseppkőzászlók, cseppkőkérgek és cseppkőlefolyások fejlődtek ki.
A barlangban kalcittelér, vermikuláció, átkristályosodott és kenhető hegyitej, boxwork szerkezet, valamint gömbüst is megfigyelhető. A barlangban kialakult borsókövek főleg visszaoldott kristályos borsókövek és feltehetően aeroszolból képződtek a karfiol formájú borsókövek. A barlang a régészeti kutatás ideje alatt nem volt látogatható. A mennyezetén, a belső teremtől a felszínig tartó sínpálya látható, amelynek a törmelék eltávolításában volt szerepe. A barlang az Aggteleki Nemzeti Park Igazgatóság engedélyével, kutatási céllal és elektromos lámpa használatával látogatható. Barlangjáró alapfelszereléssel járható. Denevérek és vörös rókák szokták látogatni.
A barlangból az újkőkorszaki, bükki kultúrába tartozó, mázatlan cserépedény töredékek és a késő bronzkori Kyjatice-kultúrába sorolt aranykarikák, amelyeket ékszernek használtak és cserépedény töredékek, 15. századi és 16. századi szakállas nyílhegyek, vascsatok, tüzelőhely, 18. századi kerámia és töltényhüvelyek kerültek elő. A tárgyi emlékeket a Magyar Nemzeti Múzeumban őrzik és 2000 végén ki is állították őket. A középkorban lehet, hogy figyelőhelynek használták és a közeli Szádvár védelmét szolgálta. A leletek alapján kijelenthető, hogy régen szállásként, menedékként használták a barlangot és a környékét.
Valószínűleg a Derenki-forrásbarlang (Kordos 1984) név is ennek a barlangnak a neve (Gruber 2003). 1984-ben volt először Hosszú-tetői-barlangnak nevezve a barlang az irodalmában. Előfordul a barlang Hosszú-hegyi-barlang (Neidenbach, Pusztay 2005), Hosszú-tetöi-barlang (Vlk 2019), Hosszútetői-barlang (Rezi-Kató 2005), Julcsa-barlang (Rezi Kató, Holl, T. Dobosi 2000), Julcsa-zsomboly (Neidenbach, Pusztay 2005) és Magos-tetői-barlang (Kraus 2005) neveken is az irodalomban. A Julcsa-barlang nevet Szenthe István adta a barlangnak. Szenthe István lánya miatt lett ez a neve a barlangnak. A Magos-tetői-barlang név valójában a közeli Magas-tetői-barlang egyik neve.

## Kutatástörténet
1951-ben Jakucs László azt írta a barlang nevének említése nélkül a barlangról, hogy az irodalomban nem ismertetett barlang Derenktől É-ra, kb. 450 m tengerszint feletti magasságban található. Az idős forrásbarlang kitöltésében valószínűleg őslénytani leletek vannak. Az 1960-as években kb. 15 m hosszig volt ismert. A Bertalan Károly által írt, 1976-ban befejezett kéziratban szó van arról, hogy a Hosszutetői barlang az Alsó-hegyen, Szögligeten helyezkedik el. A Hosszú-tető D-i oldalában, a 461 m-t jelző magassági ponttól DDK-re 100 m-re, 442 m tszf. magasságban található a barlang bejárata. 50 m hosszú és 1 m magas a barlang. A kézirat barlangot ismertető része  1 kézirat alapján lett írva.
Az 1984-ben megjelent, Magyarország barlangjai című könyv országos barlanglistájában szerepel az Aggteleki-karszton lévő barlang Hosszú-tetői-barlang néven. A listához kapcsolódóan látható az Aggteleki-karszt és a Bükk hegység barlangjainak földrajzi elhelyezkedését bemutató 1:500 000-es méretarányú térképen a barlang földrajzi elhelyezkedése. 1993. október 31-én mérték fel a barlangot Sásdi László, Guthy Ágnes és Kovács Richárd, majd Sásdi László a felmérés alapján megszerkesztette és megrajzolta a barlang alaprajz térképét, hosszmetszet térképét és keresztszelvény térképét. A felmérés szerint a barlang hossza 10,18 m, függőleges kiterjedése 4,7 m, magassága 3,1 m, mélysége 1,6 m, vízszintes kiterjedése pedig 10,18 m. 1995 óta a világörökség része a Hosszú-tetői-barlang. A Nyerges Attila által 1997-ben készített szakdolgozatban meg van említve a Hosszú-tetői-barlang az Alsó-hegy magyarországi részének árvízi barlangjai és forrásbarlangjai között. 1999-ben a barlang két termét összekötő elzáródott, szűk rész átjárhatóvá lett téve.
2000-ben Szenthe István a barlang belső termében két ásatási próbagödröt ásott. Ekkor régészeti leleteket, faszéntörmeléket, mázatlan cserépedény töredékeket és égett cserépre hasonlító szemcséket fedezett fel a barlang kitöltésében. 2000 februárjában Holl Balázst, a Magyar Nemzeti Múzeum munkatársát és a Herman Ottó Múzeumot is tájékoztatta a talált régészeti emlékekről és ekkor a Julcsa-barlang nevet akarta adni a lelőhelynek. 2000. február 17–18-án Szenthe István és Holl Balázs felmérték a barlang belsejét, előterét és környékét. 2000. február 22-én Rezi Kató Gábor, Holl Balázs, Szenthe István és T. Dobosi Viola helyszíni szemlét tartottak és Szenthe István átadta az előkerült leleteket, egy késő bronzkori arany karikát, őskori cserépdarabokat és egy szerpentinvésőt.
Ezután Rózsa Sándorral és Gruber Péterrel (az Aggteleki Nemzeti Park Igazgatóság barlangokért felelős munkatársai) látogatták meg a helyet. Ekkor fémkereső műszer segítségével találtak újkori lószerszám darabokat és kocsi tartozékokat a barlang előterében, belsejéből pedig arany karika és spirálisan összetekert arany huzal, valamint őskori cserepek kerültek elő (a felszíni rétegből). A Magyar Nemzeti Múzeum munkatársaival folytatott kutatások során figyelemre méltó újkőkorszaki, bronzkori és középkori tárgyi emlékek kerültek elő belőle. 2000-ben a barlang bejárata le lett zárva. Ebben az évben került elő a bronzkori arany kincslelet öt darabja, 2001-ben hét darab, 2002-ben egy darab és a 2005. szeptember 12–22. közötti ásatáskor még két aranytárgy. Az ásatás állandó konzulense és társvezetője Václav Furmanek volt.
2000–2001-ben elkészültek a barlang munkatérképei. Ekkor meg lett rajzolva a barlang alaprajz térképe és keresztszelvény térképei. A barlangot Szenthe István mérte fel, Holl Balázs a felmérés alapján pedig megrajzolta a térképeket. 2001-ben Gruber Péter készítette el a barlang alaprajz térképét. 2001. május 17-től a környezetvédelmi miniszter 13/2001. (V. 9.) KöM rendeletének értelmében az Aggteleki-karsztvidék területén lévő Hosszú-tetői-barlang fokozottan védett barlang. Egyidejűleg a fokozottan védett barlangok körének megállapításáról szóló 1/1982. (III. 15.) OKTH rendelkezés hatályát veszti. Régészeti jelentősége miatt és a barlang hatékony védelme érdekében lett fokozottan védett barlang. A 2003-ban megjelent, Magyarország fokozottan védett barlangjai című könyv alapján a Hosszú-tetői-barlang hossza 40 m, függőleges kiterjedése 8 m és vízszintes kiterjedése 22 m. Járataiból a régészeti vizsgálatok során nagy mennyiségű kitöltést távolítottak el.

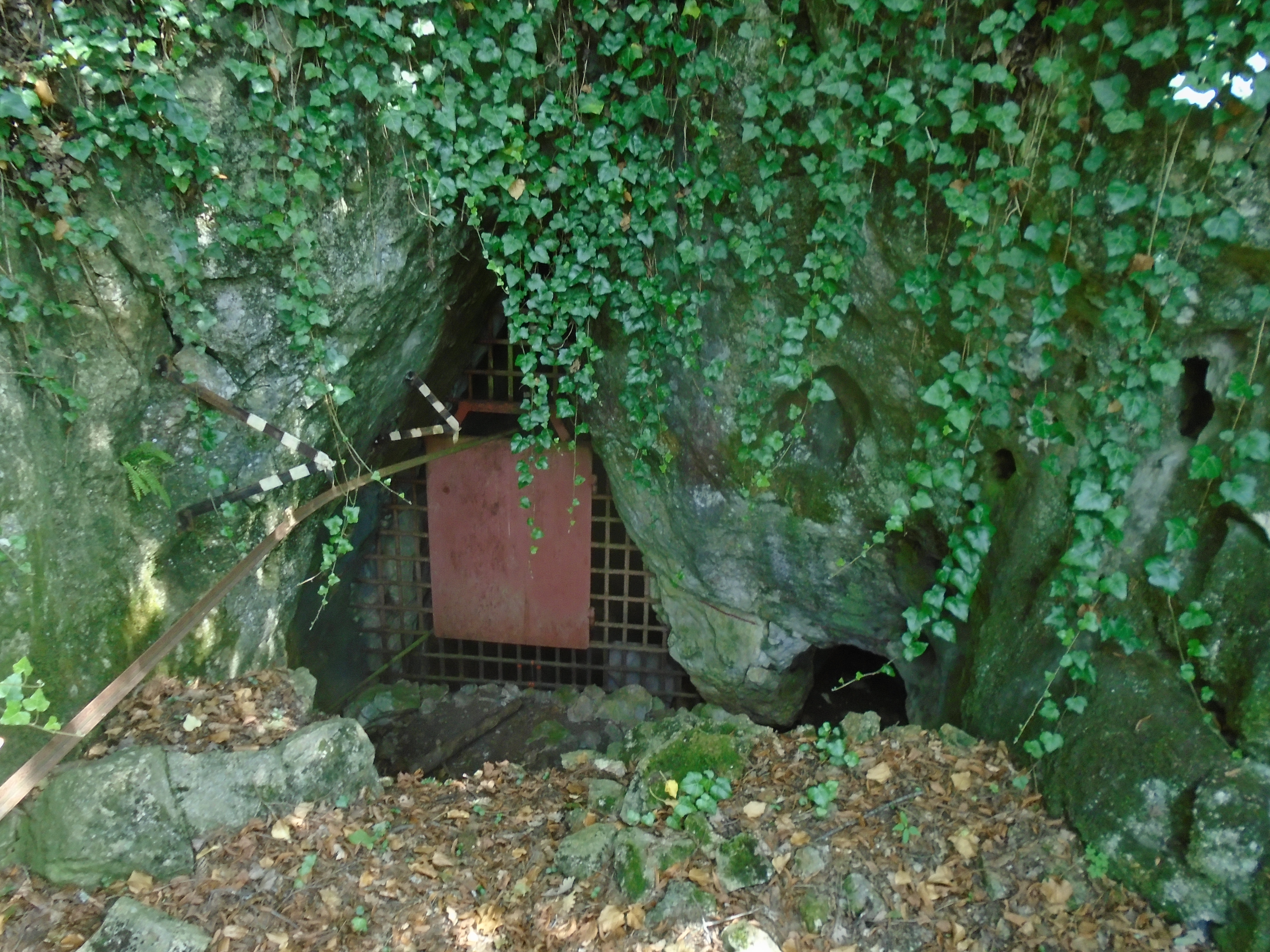
A Hosszú-tetői-barlang bejárata

2005. szeptember 1-től a környezetvédelmi és vízügyi miniszter 22/2005. (VIII. 31.) KvVM rendelete szerint az Aggteleki Nemzeti Park Igazgatóság működési területén található Hosszú-tetői-barlang a felügyelőség engedélyével látogatható. 2005. szeptember 1-től a környezetvédelmi és vízügyi miniszter 23/2005. (VIII. 31.) KvVM rendelete szerint az Aggteleki-karsztvidéken lévő Hosszú-tetői-barlang fokozottan védett barlang. A 2005-ben napvilágot látott, Magyar hegyisport és turista enciklopédia című könyvben meg van említve, hogy Szenthe István eredménnyel kutatott a Julcsa-zsombolyban, és legutóbb a Hosszú-hegyi-barlangban, ahol szondás vizsgálattal komoly őslénytani maradványokat mutatott ki.
2007. március 8-tól a környezetvédelmi és vízügyi miniszter 3/2007. (I. 22.) KvVM rendelete szerint az Aggteleki Nemzeti Park Igazgatóság működési területén lévő Hosszú-tetői-barlang az igazgatóság engedélyével tekinthető meg. 2013. július 19-től a vidékfejlesztési miniszter 58/2013. (VII. 11.) VM rendelete szerint a Hosszú-tetői-barlang (Aggteleki Nemzeti Park Igazgatóság működési területe) az igazgatóság hozzájárulásával látogatható. 2013. augusztus 12-től a belügyminiszter 43/2013. (VIII. 9.) BM rendelete szerint a Borsod-Abaúj-Zemplén megyei, szögligeti, 5451-16 barlangkataszteri számú és 16816 lelőhely-azonosítójú Hosszú-tetői-barlang régészeti szempontból jelentős barlangnak minősül. 2014 májusában Szabó Zoltán elkészítette a barlang alaprajz térképét, hossz-szelvény térképét és 4 keresztmetszet térképét. Az alaprajz térképen látható a 4 keresztmetszet elhelyezkedése a barlangban. A térképek szerkesztéséhez a barlangot Kovács Richárd, Szabó Zoltán és Szabó R. Zoltán mérték fel. 2015. november 3-tól a földművelésügyi miniszter 66/2015. (X. 26.) FM rendelete szerint a Hosszú-tetői-barlang (Aggteleki-karsztvidék) fokozottan védett barlang.
Az Alsó-hegy karsztjelenségeiről szóló, 2019-ben kiadott könyvben az olvasható, hogy a Hosszú-tetöi-barlang (Derenki-forrásbarlang, Julcsa-barlang) 54 m hosszú és 6 m mély. A barlang azonosító számai: Szlovákiában 054, Magyarországon 5451/16. A könyvben publikálva lettek a barlang 2014-ben készült térképei. A barlangot 2014-ben Kovács Richárd, Szabó Zoltán és Szabó R. Zoltán mérték fel, majd 2014-ben Szabó Zoltán a felmérés alapján megrajzolta a barlang térképeit. A térképeket 2016-ban Luděk Vlk digitalizálta. A kiadványhoz mellékelve lett az Alsó-hegy részletes térképe. A térképet Luděk Vlk, Mojmír Záviška, Ctirad Piskač, Jiřina Novotná, Miloš Novotný és Martin Mandel készítették. A térképen, amelyen fekete ponttal vannak jelölve a barlangok és a zsombolyok, látható a Hosszú-tetői-barlang (5451/16, 054) földrajzi elhelyezkedése. 2021. május 10-től az agrárminiszter 17/2021. (IV. 9.) AM rendelete szerint a Hosszú-tetői-barlang (Aggteleki Nemzeti Park Igazgatóság működési területe) az igazgatóság engedélyével látogatható. A 13/1998. (V. 6.) KTM rendelet egyidejűleg hatályát veszti.

## További irodalom
- Dénes György: [Alsóhegyi] zsombolyok, víznyelőbarlangok, egyéb barlangok. Kézirat, 1975. 2 old.